# Flip-top

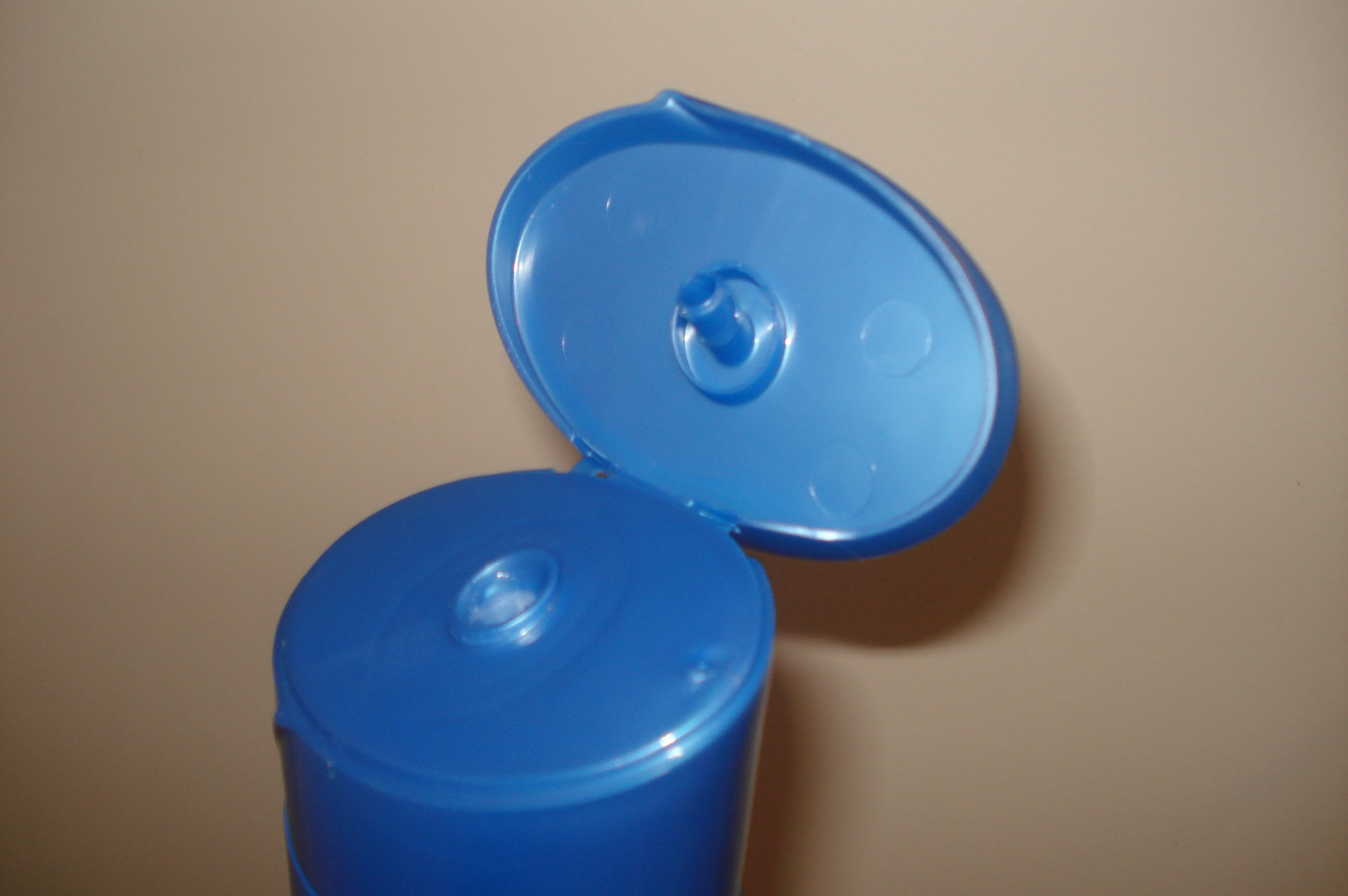
Exemplo de tampa flip-top.

Flip-top é um tipo de tampa que pode ser aberta sendo pressionada ou puxada, não sendo necessário rosqueá-la para fechar ou abrir. É bastante comum em xampus e outros produtos de higiene pessoal.